# Supercopa de Catalunya de futbol de 2016
La Supercopa de Catalunya de futbol 2016 és la 2a edició de la Supercopa de Catalunya, una competició futbolística que enfronta els dos millors equips catalans de la lliga espanyola.
En aquest cas, es va disputar a partit únic el 25 d'octubre de 2016, entre el FC Barcelona i el RCD Espanyol.

## Detalls dels partit
| FC Barcelona | 0–1 | RCD Espanyol      |
| ------------ | --- | ----------------- |
|              |     | Felipe Caicedo 9' |

| Barcelona | Espanyol |

| PO           | Jordi Masip        |
| LD           | Nili Perdomo       |
| C            | Marlon             |
| C            | Mathieu 53'        |
| LE           | Moi Delgado 72'    |
| ID           | André Gomes        |
| PV           | Àlex Carbonell 76' |
| IE           | Denis Suárez       |
| ED           | Aleñá 81'          |
| DC           | Alcácer            |
| EE           | Arda Turan 72'     |
| Banqueta:    |                    |
|              | José Martínez 53'  |
|              | Alfaro 72'         |
|              | Palencia 72'       |
|              | Sarsanedas 76'     |
|              | Mujica 81'         |
| Entrenador:  |                    |
| Luis Enrique |                    |

| PO                    | Roberto            |
| LD                    | Melendo 85'        |
| C                     | Demichelis         |
| C                     | Diego Reyes        |
| LE                    | Duarte             |
| PV                    | Salva Sevilla      |
| PV                    | Marc Roca 78'      |
| ID                    | Reyes 70'          |
| MP                    | Víctor Álvarez     |
| IE                    | Jurado             |
| DC                    | Caicedo 63'        |
| Banqueta:             |                    |
|                       | Gerard Moreno 63'  |
|                       | Víctor Sánchez 70' |
|                       | Javi Fuego 78'     |
|                       | Aarón 85'          |
| Entrenador:           |                    |
| Quique Sánchez Flores |                    |